# Aliança Verda i Liberal
Aliança Verda i Liberal (luxemburguès Gréng a Liberal Allianz) fou un partit polític luxemburguès, liderat per Jup Weber, que havia estat diputat del Parlament europeu i un dels membres fundadors dels Verds. Es presentà a les eleccions legislatives luxemburgueses de 1999, però només va obtenir l'1,1% i cap escó. Poc després es va dissoldre.